# Akodon oenos
Akodon oenos е вид гризач от семейство Хомякови (Cricetidae).

## Разпространение
Този вид е разпространен в Аржентина.

## Описание
Популацията на вида е намаляваща.